# Municipio de Gettysburg
El municipio de Gettysburg (en inglés: Gettysburg Township) es un municipio ubicado en el condado de Graham en el estado estadounidense de Kansas. En el año 2010 tenía una población de 74 habitantes y una densidad poblacional de 0,33 personas por km².

## Geografía
El municipio de Gettysburg se encuentra ubicado en las coordenadas 39°24′24″N 100°0′53″O / 39.40667, -100.01472. Según la Oficina del Censo de los Estados Unidos, el municipio tiene una superficie total de 227.41 km², de la cual 227,38 km² corresponden a tierra firme y (0,02 %) 0,04 km² es agua.

## Demografía
Según el censo de 2010, había 74 personas residiendo en el municipio de Gettysburg. La densidad de población era de 0,33 hab./km². De los 74 habitantes, el municipio de Gettysburg estaba compuesto por el 89,19 % blancos, el 2,7 % eran amerindios, el 6,76 % eran de otras razas y el 1,35 % eran de una mezcla de razas. Del total de la población el 9,46 % eran hispanos o latinos de cualquier raza.